# Дрейн (Орегон)
Дрейн (англ. Drain) — місто (англ. city) в США, в окрузі Дуглас штату Орегон. Населення — 1172 особи (2020).

## Географія
Дрейн розташований за координатами 43°39′43″ пн. ш. 123°18′51″ зх. д. / 43.66194° пн. ш. 123.31417° зх. д. (43.662007, -123.314280).  За даними Бюро перепису населення США в 2010 році місто мало площу 1,58 км², уся площа — суходіл.

### Клімат
| Клімат : Дрейн          | Клімат : Дрейн | Клімат : Дрейн | Клімат : Дрейн | Клімат : Дрейн | Клімат : Дрейн | Клімат : Дрейн | Клімат : Дрейн | Клімат : Дрейн | Клімат : Дрейн | Клімат : Дрейн | Клімат : Дрейн | Клімат : Дрейн | Клімат : Дрейн |
| Показник                | Січ.           | Лют.           | Бер.           | Квіт.          | Трав.          | Черв.          | Лип.           | Серп.          | Вер.           | Жовт.          | Лист.          | Груд.          | Рік            |
| Абсолютний максимум, °C | 22,8           | 26,1           | 30,0           | 35,0           | 39,4           | 40,6           | 42,8           | 41,7           | 41,1           | 35,6           | 25,0           | 23,9           | 42,8           |
| Середній максимум, °C   | 9,8            | 12,3           | 14,9           | 17,4           | 21,1           | 24,0           | 28,7           | 29,0           | 26,3           | 19,5           | 12,5           | 8,8            | 18,7           |
| Середній мінімум, °C    | 1,9            | 2,0            | 3,1            | 4,4            | 6,8            | 9,2            | 11,1           | 10,7           | 8,1            | 5,8            | 4,1            | 1,7            | 5,7            |
| Абсолютний мінімум, °C  | −17,8          | −15,6          | −7,8           | −5,6           | −3,9           | −0,6           | 1,1            | −1,1           | −3,9           | −8,9           | −11,1          | −17,2          | −17,8          |
| Норма опадів, мм        | 182            | 142            | 128            | 99             | 71             | 34             | 11             | 16             | 31             | 85             | 199            | 219            | 1217           |
| Днів з опадами          | 20,4           | 16,9           | 19,3           | 16,7           | 12,1           | 8,3            | 2,8            | 2,8            | 5,9            | 12,9           | 20,0           | 19,9           | 158,0          |
| Днів зі снігом          | 0,3            | 0,5            | 0              | 0              | 0              | 0              | 0              | 0              | 0              | 0              | 0,1            | 0,3            | 1,2            |
| ----------------------- | -------------- | -------------- | -------------- | -------------- | -------------- | -------------- | -------------- | -------------- | -------------- | -------------- | -------------- | -------------- | -------------- |
| Джерело: NOAA           |                |                |                |                |                |                |                |                |                |                |                |                |                |

## Демографія
Згідно з переписом 2010 року, у місті мешкала 1151 особа в 454 домогосподарствах у складі 319 родин. Густота населення становила 730 осіб/км².  Було 492 помешкання (312/км²).
Расовий склад населення:
| - 92,9 % — білих - 2,7 % — корінних американців - 0,3 % — азіатів - 0,2 % — чорних або афроамериканців - 1,0 % — осіб інших рас |

До двох чи більше рас належало 3,0 %. Частка іспаномовних становила 4,4 % від усіх жителів.
За віковим діапазоном населення розподілялося таким чином: 25,4 % — особи молодші 18 років, 58,2 % — особи у віці 18—64 років, 16,4 % — особи у віці 65 років та старші. Медіана віку мешканця становила 39,5 року. На 100 осіб жіночої статі у місті припадало 95,4 чоловіків;  на 100 жінок у віці від 18 років та старших — 93,5 чоловіків також старших 18 років.
Середній дохід на одне домашнє господарство  становив 39 598 доларів США (медіана — 34 405), а середній дохід на одну сім'ю — 44 106 доларів (медіана — 42 045). За межею бідності перебувало 13,8 % осіб, у тому числі 11,2 % дітей у віці до 18 років та 1,6 % осіб у віці 65 років та старших.
Цивільне працевлаштоване населення становило 416 осіб. Основні галузі зайнятості: освіта, охорона здоров'я та соціальна допомога — 17,1 %, виробництво — 16,8 %, мистецтво, розваги та відпочинок — 10,8 %, роздрібна торгівля — 10,3 %.